# Zorro Rides Again
Zorro Rides Again (bra A Volta do Zorro) é um seriado estadunidense de 1937 produzido pela Republic Pictures em 12 capítulos, sendo o oitavo dos 66 seriados do estúdio, o 3º no gênero western e o último produzido em 1937. O seriado foi dirigido por William Witney & John English e estrelava John Carroll como um moderno descendente do Zorro original. Apesar do nome, foi o primeiro seriado com o personagem, embora o primeiro longa metragem, The Mark of Zorro tenha sido em 1920, com Douglas Fairbanks, seguido de outros filmes. O enredo é uma história que segue o padrão Western, sobre um bandido tentando tomar ilegalmente terras valiosas (neste caso, uma nova ferrovia). A ambientação é híbrida, utilizando elementos modernos e elementos próprios aos Westerns B (tais como em outros filmes western produzidos pela Republic).
Uma versão compacta com 68 minutos foi lançada como filme em 22 de setembro de 1938, e relançada em 16 de janeiro de 1959, na época sob o nome de Mysterious Don Miguel.

## Sinopse
Na Califórnia da época (1937), o vilão J. A. Marsden planeja assumir a ferrovia Califórnia-Yucatan com a ajuda de seu capanga El Lobo. Os legítimos proprietários Joyce e Phillip Andrews, resistem. Um parceiro deles, Dom Manoel Vega, intima seu sobrinho, James Vega, para ajudá-los, pois ele é o bisneto do Zorro original, Don Diego Vega. Dom Manoel lamenta, no entanto, ao descobrir que seu sobrinho é um “inútil”.
No entanto, James Vega instala-se no esconderijo original do Zorro e adota a sua identidade para derrotar Marsden e El Lobo. Nesse seriado o Zorro usa duas pistolas e um chicote como arma alternativa, ao invés da tradicional espada.

## Elenco
- John Carroll … James Vega/ Zorro. Apesar de ser o mesmo ator, a identidade secreta do título é sugerida, e Zorro e James são creditados separadamente.
- Helen Christian … Joyce Andrews
- Reed Howes … Phillip Andrews
- Duncan Renaldo … Renaldo
- Noah Beery, Sr. … J. A. Marsden
- Richard Alexander … Brad "El Lobo" Dace
- Nigel De Brulier … Don Manuel Vega
- Robert Kortman … Trelliger
- Jack Ingram … Carter
- Roger Williams … Manning
- Edmund Cobb … Larkin
- Mona Rico … Carmelita
- Tom London … O'Shea
- Harry Strang … O'Brien
- Jerry Frank … Duncan
- Lane Chandler ...	Malloy – Engenheiro chefe [Cps.6, 8, 11] (não-creditado)

### Dublês
Na opinião de Cline, uma das mais notáveis cenas de dublês na história do cinema foram feitas em Zorro Rides Again. O dublê Yakima Canutt interpreta Zorro galopando até a cabine de um caminhão em movimento, e mesmo um pequeno erro durante essa seqüência seria letal para Canutt.

## Produção
Zorro Rides Again foi orçado em $98,110, mas seu custo final foi $110,753. Foi filmado entre 8 de setembro e 5 de outubro de 1937. O seriado recebeu o número 423. Zorro Rides Again foi influenciado pela tendência do “Singing Cowboy” (Cowboy Cantor) da época (as músicas incluem "Zorro rides again into the night...").
As filmagens foram feitas em Bronson Canyon, Red Rock Canyon State Park (Califórnia), Angeles National Forest e Chatsworth, em Los Angeles.

### Personagem Zorro
O título do seriado é uma referência a um romance escrito por Johnston McCulley e publicado nas páginas da revista pulp Argosy All-Story Weekly em 1931, contudo, a história de McCulley era protagonizada pelo próprio Dom Diego Vega.
Idealizado pelo escritor norte-americano Johnston McCulley, a primeira aparição do lendário personagem Zorro aconteceu nas páginas da revista pulp All-Story Weekly, em 1919. Publicada em cinco edições, com o título de The Curse of Capistrano, a história acabou ganhando as telas do cinema no ano seguinte, no filme The Mark of Zorro. Em seguida, em virtude do enorme sucesso do filme, McCulley relançou a história sob o formato de um romance, que acabou recebendo o mesmo título do filme: The Mark of Zorro.
O personagem Zorro foi adaptado pela primeira vez pelo estúdio em 1936 em The Bold Caballero, estrelado pelo ator Robert Livingston.
A Republic Pictures lançou vários seriados inspirados no Zorro: Zorro Rides Again, em 1937; Zorro's Fighting Legion, em 1939; Son of Zorro, em 1947; e Ghost of Zorro, em 1949. O seriado Daughter of Don Q apresenta a filha de Don Quantero, um herói parecido com Zorro, e o título do seriado é uma referência ao filme O Filho do Zorro de 1925, estrelado por Douglas Fairbanks. O filme é uma sequência de The Mark of Zorro de 1920 e é levemente baseado no romance de 1909, Don Q.'s Love Story, escrito por Hesketh Hesketh-Prichard e sua mãe, Kate O'Brien Ryall Prichard. O personagem do livro, Don Quebranta Huesos, era uma espécie de Robin Hood espanhol, e Fairbanks interpreta Cesar, o filho de Don Diego Vega, personagem que ele mesmo interpretou no filme de 1920. O seriado Zorro's Black Whip de 1944 foi estrelado por uma mulher, a The Black Whip interpretada por Linda Stirling e, apesar de levar o nome de Zorro no título, o personagem Zorro não aparece em nenhum momento no seriado e nem ao menos é citado. Os seriados Don Daredevil Rides Again, de 1951, e Man with the Steel Whip, de 1954, utilizaram cenas de arquivo relativas ao herói mascarado.

## Lançamento

### Cinemas
O lançamento oficial de Zorro Rides Again' é em 20 de novembro de 1937, apesar de tal data, atualmente, ser considerada como a data da liberação do 6º capítulo. Uma versão compacta com 68 minutos foi lançada como filme em 22 de setembro de 1938, e relançada em 16 de janeiro de 1959. O filme recebeu o nome de Mysterious Don Miguel, até retornar ao seu título original, Zorro Rides Again. Esse foi um dos 14 filmes da Republic construídos compactando os seriados.

### Televisão
No início dos anos 50, Zorro Rides Again foi um dos 14 seriados da Republic a ser editado para a televisão, em 6 episódios de 26½ minutos.

## Capítulos
1. Death from the Sky  (29 min 41s)
2. The Fatal Minute   (18 min 1s)
3. Juggernaut  (16 min 18s)
4. Unmasked  (16 min 19s)
5. Sky Pirates  (16 min 54s)
6. The Fatal Shot  (16 min 32s)
7. Burning Embers  (15 min 30s)
8. Plunge of Peril  (17 min 10s)
9. Tunnel of Terror  (17 min 07s)
10. Trapped  (17 min 23s)
11. Right of Way  (15 min 47s)
12. Retribution  (15 min 47s)

Fonte:

## Clffhangers
1. Death from the Sky: Zorro, Joyce e Philip, a bordo de um trem, são bombardeados do ar por El Lobo.
2. The Fatal Minute: Inconsciente em um armazém, Zorro é capturado na detonação de uma bomba escondida.
3. Juggernaut: o pé de Zorro fica preso nos trilhos de uma ferrovia, diante de um iminente Express Train.
4. Unmasked: sob ameaça armada, Lobo chega a remover a máscara do Zorro.
5. Sky Pirates: o avião de Zorro decola sob o fogo.
6. The Fatal Shot: num combate com Trelliger, Zorro cai no pátio e El Lobo aponta uma arma para ele.
7. Burning Embers: Zorro está preso em um prédio em chamas quando o chão cede sob ele.
8. Plunge of Peril: na tentativa de fugir de um transporte ferroviário, Zorro cai em um precipício.
9. Tunnel of Terror: Zorro está preso no topo de um comboio que entra em um túnel que explode.
10. Trapped: Em uma perseguição sobre telhados, Zorro perde o equilíbrio e cai de um edifício.
11. Right of Way: Zorro, em um caminhão, vai ser apanhado por uma colisão com El Lobo, em um trem.